# Apseudopsis elisae
Apseudopsis elisae is een naaldkreeftjessoort uit de familie van de Apseudidae. De wetenschappelijke naam van de soort is voor het eerst geldig gepubliceerd in 1961 door Bacescu.